# Estadio Fiscal de Talca
Estadio Fiscal de Talca är en sportanläggning belägen i staden Talca i Chile. Arenan har bland annat löparbanor och en plan för fotboll. Arenan invigdes 1937 och tog då kring 17 000 åskådare vid fullsatt. Arenan har sedan dess byggts om för att rymma 8 324 åskådare (alla sittplatser) och planeras byggas ut till totalt 12 000 sittplatser. Stadion är hemmaplan för fotbollslaget Rangers. Arenan ägs av Talcas kommun och drivs av hemmalaget Rangers. Gräsmattan är totalt 120 gånger 90 meter men området använt vid fotbollsmatcher är 105 gånger 68 meter.

## Källa
Den här artikeln är helt eller delvis baserad på material från spanskspråkiga Wikipedia.